# Хелебарда
Хелебарда или наџак је једно од првих оружја направљених од мотке, и било је много више од обичног оружја. Основа хелебарде је секира која се налазила на врху копља дужине око 2 метра. Оштрица секире је избалансирана помоћу куке која је била повезана са супротне стране, што је хелебарди давало три различите врсте напада (употребе).
Главна употреба хелебарде је била борба против коњице. Против првобитног налета коњице коришћено је копље које је било дугачко око 2 метра, након удара коњице користила се кука која је служила да се јахач збаци са коња и коначно се помоћу оштре секире, која је са лакоћом пробијала све врсте оклопа, моћним замахом могао довршити збачени противник.
Хелебарда се користила искључиво у формацијским борбама, војник који би замахнуо хелебардом био би веома рањив, те је зависио од сабораца око себе.